# Maruja Torres

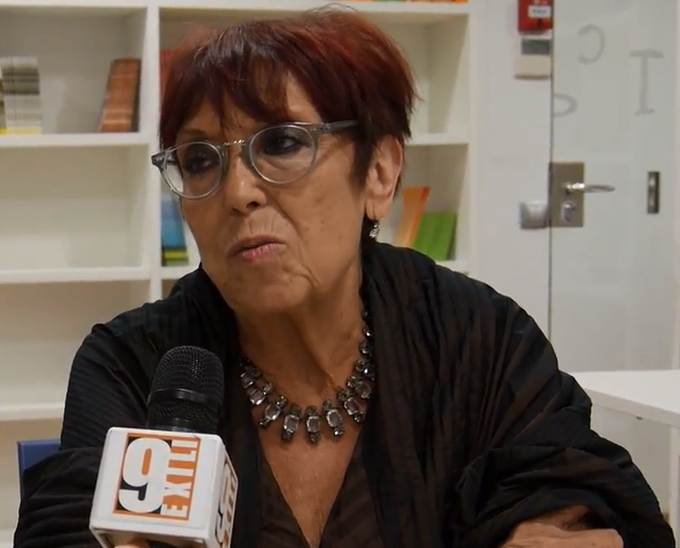
Maruja Torres

Maria Dolors Torres Manzanera, genannt Maruja Torres (* 16. März 1943 in Barcelona)  ist eine spanische Autorin und Journalistin.
Maruja Torres wuchs im Viertel El Raval in Barcelona als Kind einer aus Murcia stammenden Familie auf. Sie arbeitete für verschiedene Publikationen (La Prensa, Garbo, Fotogramas, Por Favor, El País...). Ihre Ansichten über die konservative spanische Volkspartei Partido Popular gelten als sehr umstritten. Sie lebt und arbeitet gegenwärtig in Beirut.

## Werke
- ¡Oh es él! Viaje fantástico hacia Julio Iglesias (1986)
- Ceguera de amor (1991)
- Amor América: un viaje sentimental por América Latina (1993)
- Como una gota (artículos, 1995)
- La garrapata (cuento perteneciente al libro Barcelona, un día, 1998)
- Un calor tan cercano (1998)
- Mujer en guerra. Más másters da la vida (Biográfico, 1999)
- El velo y las lágrimas (cuento perteneciente a Mujeres al alba, 1999)
- Mientras vivimos (2000) XLIX Premio Planeta
- Hombres de lluvia (2004)
- La amante en guerra (2007)
- Esperadme en el cielo (2009)
- Fácil de matar, (2011)
- Sin entrañas, (2012)
- Diez veces siete, (2014)

## Ehrungen/Preis
- Premio Víctor de la Serna (1986)
- Premio Francisco Cerecedo (1990)
- Foreign Literature Price, Un calor tan cercano (1998)
- XLIX Premio Planeta, Mientras vivimos (2000)
- Premio Nadal, Esperadme en el cielo (2009)[3]